# 梁曾
梁曾（1242年—1322年），字贡文，元朝大都（今北京市）人。
祖父梁守正，父梁德，赠安定郡公。梁曾年轻时好学。元世祖中统四年（1263年）由王鹗推荐为中书省左三部令史，转任中书省掾。至元十年（1273年）任云南诸路行省都事，佩银符，升员外郎。至元十五年（1278年），转同知广南西道左右两江宣抚司事。至元十六年（1279年），官至南阳府知府。至元十七年（1280年）为兵部尚书，出使安南。使安南派陈遗爱奉表跟随梁曾入献方物。至元二十一年（1284年），为湖南宣慰司副使。转为淮安路总管，至元二十九年（1292年），再使安南，回国，进上与陈日燇往复议事书，元世祖大悦，解衣赐给他。元成宗大德元年（1297年）为杭州路总管。先后任云南、河南、湖广等处行中书省参知政事。元仁宗皇庆元年（1312年），为集贤侍讲学士，国有大政，必命梁曾参与议论。延祐元年（1314）以病辞官。晚年寓居淮南，每天以书史自娱。